# 門間駅
門間駅（かどまえき）は、岐阜県羽島郡松枝村門間（現在の笠松町）にあった、名古屋鉄道竹鼻線の駅（廃駅）である。
現在の柳津駅と南宿駅の間に存在した。

## 歴史
- 1921年（大正10年）6月25日 - 竹鼻鉄道（美濃電気鉄道の系列会社）の駅として開業。
- 1943年（昭和18年） - 合併により名古屋鉄道の駅となる。
- 1944年（昭和19年） - 休止。
- 1969年（昭和44年）4月5日 - 廃止。

## 利用状況
『岐阜県統計書』によると、年間乗車人員、降車人員は以下の通りである。
| 年度     | 乗車人員（人） | 降車人員（人） | 出典  |
| -------- | -------------- | -------------- | ----- |
| 1922年度 | 23,231         | 23,231         | [ 3 ] |
| 1923年度 |                |                |       |
| 1924年度 |                |                |       |
| 1925年度 | 17,245         | 17,245         | [ 4 ] |
| 1926年度 | 18,061         | 18,061         | [ 5 ] |
| 1927年度 |                |                |       |
| 1928年度 |                |                |       |
| 1929年度 |                |                |       |
| 1930年度 | 22,306         | 19,264         | [ 6 ] |
| 1931年度 |                |                |       |
| 1932年度 |                |                |       |
| 1933年度 |                |                |       |
| 1934年度 | 3,958          | 6,012          | [ 7 ] |
| 1935年度 | 7,595          | 6,216          | [ 1 ] |

## 跡地
羽島市と笠松町の境付近で、岐阜県道1号岐阜南濃線と竹鼻線がほぼ隣接している箇所があるが、そのすぐ北付近と推測される。

## 隣の駅
所属路線、隣の駅は営業時代のもの。
名古屋鉄道
竹鼻線
西柳津駅 - 門間駅 - 南宿駅